# 九六式輕機槍

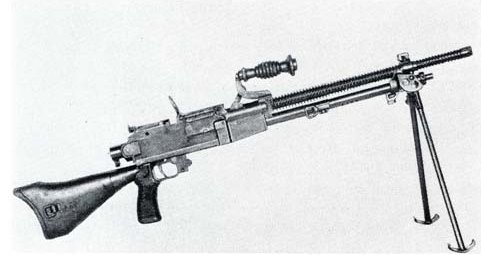
不含30發彈匣的九六式輕機槍

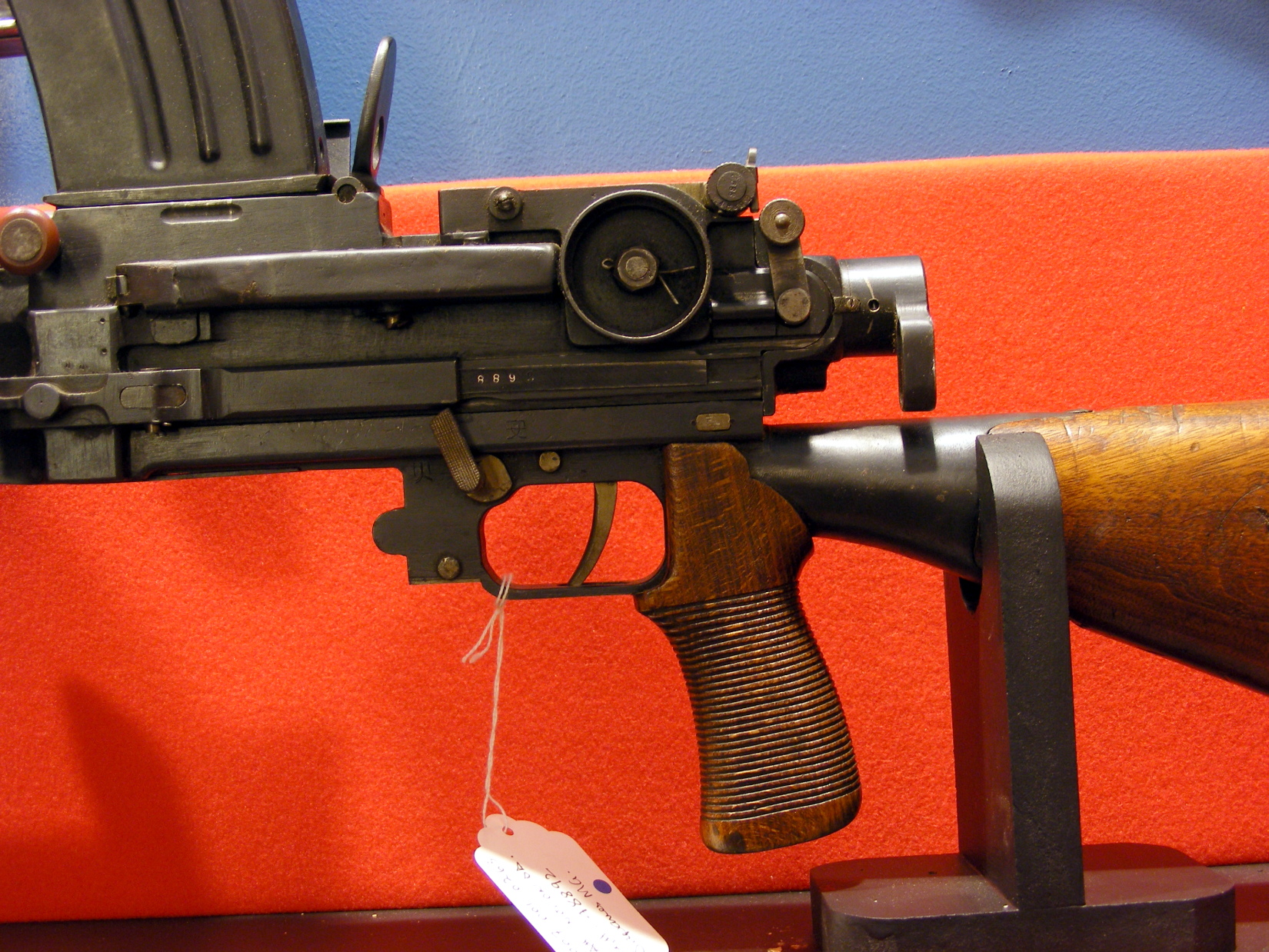
九六式輕機槍，圓形物為標尺轉輪。

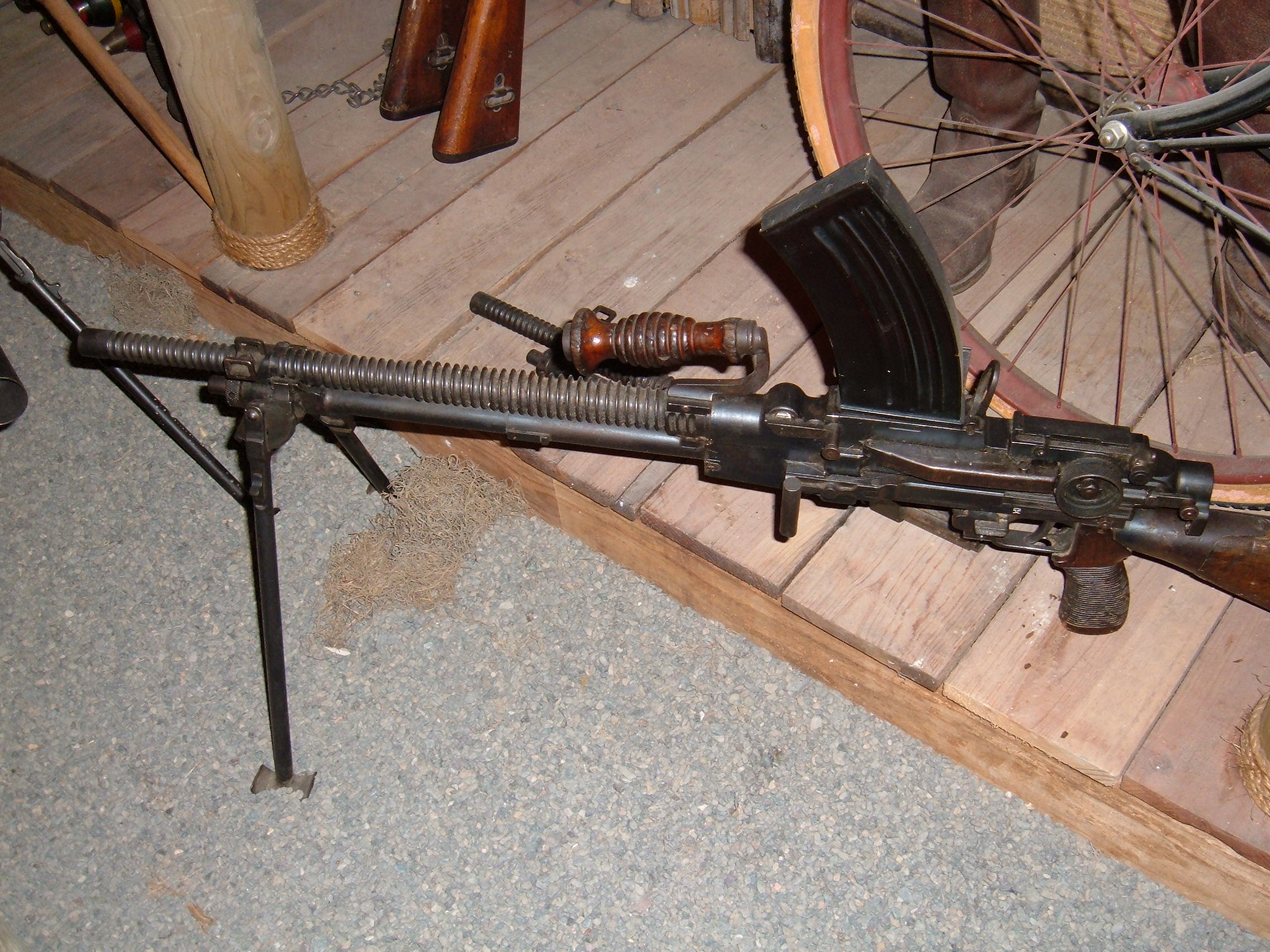
裝上30發彈匣的九六式輕機槍

九六式輕機槍（きゅうろくしきけいきかんじゅう）是日本帝國陸軍在第二次世界大戰中使用的輕機槍。因在大正十一式基础上借鉴捷克制式轻机枪升级换代的轻机枪，故在中國俗稱「拐把子」機槍。

## 歷史與發展
從日俄戰爭攻堅戰役時遭受機槍痛擊起，日本引進各式機槍一直未曾間斷，日軍得到的戰鬥經驗使他們更加確信了機關槍可為前進的步兵提供掩護火力的功能；1922年日本帝國陸軍開始配發給步兵班可由單兵攜行的大正十一式輕機槍，該武器設計與菲亞特M1914中型機槍類似，均由霍奇克斯M1914重機槍為基本衍生。日本的輕機槍在1931年的九一八事變以及在滿州國與華北地區的後續戰役中陸續取得前線的戰鬥檢驗，然而十一式設計上的開放式彈斗容易使沙土與汙垢進入槍身，而且由於設計上不良的空間容忍度，使其在泥濘或髒亂的環境下容易卡彈。這使日军出现了要取代它们的呼声。
陸軍的小倉兵工廠測試了自中華民國國民革命軍擄獲的一些捷克斯洛伐克製ZB26式輕機槍機槍樣本，並且（在借用了一些設計特色後）在1936年發布了命名為九六式的新型輕機槍，在1945年至1949的印尼獨立戰爭中此槍也被採用。

## 設計
九六式輕機槍由於在建造上採用了以法國製的哈奇开斯輕機槍為基礎的氣冷式、氣動式設計，幾乎可說與十一式輕機槍相同。雖然較強大的7.7×58mm有坂子彈已被採納並開始送往前線使用，但九六式輕機槍仍與十一式輕機槍一樣，採用三八式步槍的6.5×50毫米有坂子彈。
與十一式最大的差異在於裝在上方，容納30發子彈的曲型可卸式盒狀彈匣。這設計些許增加了可靠性，也減輕了此槍的重量。其擁有側翼的槍管也可快速替換，以避免過熱。九六式擁有刀鋒狀前準星以及葉片狀後準星，上有200到1500公尺的刻度以及風向修正。在槍的右側可安裝一支有10度角視野的2.5倍放大望遠瞄準鏡。
九六式有著裝在下的摺疊式雙腳架，也可在槍管下的氣動裝置接上標準的步兵刺刀。此槍只能全自動射擊，不過也可經由短暫地扣動扳機而發射單發。
雖然如此，槍械設計師南部麒次郎並沒設法解決槍機與槍管之間的大小容忍度問題，導致此槍經常因使用後的彈殼卡在膛室中而故障。為了確保（理論上）可靠的填彈，南部只好以裝在彈匣裝填器中的油泵為子彈上油。實際操作上，往往因為上了油的子彈容易黏上沙塵，反而使問題惡化。這特色以及它本身帶有的問題在九九式輕機槍問世後獲得解決。

## 戰鬥紀錄
九六式在1936年開始被廣泛使用。原本是要以其取代較舊的十一式，不過由於當時十一式已有大量生產，因此這兩種武器直到戰爭結束仍都有使用。九六式被認定為既耐用又可靠，不過由於使用的6.5毫米子彈缺乏穿透掩護體的能力，在1937年後即以使用較大的7.7毫米子彈的九九式輕機槍作為輔助。

## 流行文化

### 電子遊戲
- 2022年—《應徵入伍》

## 另外參見
- 十一式輕機槍
- 九九式輕機槍
- ZB26式輕機槍

## 註明
1. ↑  Bishop, The Encyclopedia of Weapons of World War II
2. ↑  Meyer, The Rise and Fall of Imperial Japan. pg.53.
3. ↑  Meyer, The Rise and Fall of Imperial Japan. pg.55
4. 1 2   （页面存档备份，存于） TM-E 30-480 (1945)
5. ↑  .   [2008-01-04]. （原始内容存档于2007-12-13）. Modern Firearms
6. ↑  Morse, Japanese Small Arms of WW2; Light Machine Guns Models 11, 96, 99 97 & 92

## 外部連結
- 現代槍械
- Taki的日本帝國陸軍頁面（页面存档备份，存于）
- 美軍技術手冊E 30-480（页面存档备份，存于）
- Nambu Type 96 & Type 99 LMGs （页面存档备份，存于）